# بيريسكوب (خدمة)
بريسكوب (بالإنجليزية: Periscope) هو تطبيق لتواصل عبر الإنترنت، يضم المحادثة الفورية والتواصل عبر الفيديو. تم تطوير هذه الخدمة من قبل تويتر وتم اطلاقها في 26 مارس 2015. ويعمل على منصات آي أو إس، أندرويد.
في 15 ديسمبر 2020، أعلن تويتر بأنهُ سيُغلق البرنامج في 31 مارس 2021 بسبب انخفاض الاستخدام وتكاليف الصيانة المرتفعة. حُذف بيرسكوب من متاجر أندرويد والآب ستور بشكلٍ رسمي في 31 مارس 2021. ومع ذلك، ما زال من المُمكن مُشاهدة جميع مقاطع الفيديو السابقة الخاصة بك في بيرسكوب عبر تويتر، حيثُ دُمجت معظم ميزاتها في تطبيق تويتر.

## وصلات خارجية
- الموقع الرسمي